# TAKEOFF 〜ライト三兄弟〜
TAKEOFF ～ライト三兄弟～（テイク・オフ ～らいとさんきょうだい～）は2006年、2007年に公演された演劇作品。脚本・演出を小林賢太郎が手がける小林賢太郎プロデュース公演（KKP）#005。テーマ音楽「HAE」はLOSALIOSが担当。

## あらすじ
自転車で日本一周の旅をしている青年アビルは、寝床としてビルの屋上を利用しようとするが、引退するジャンボジェットの最後のフライトを見ていた飛行機マニアのシノダと、飛行機が欲しいと言う息子の為に原寸大の模型を作ろうと測量に来ていた大工オリベに出会う。 
その後、オリベの世話になったアビルは、大学の解体現場の仕事を手伝うことに。そこでライト兄弟の幻の飛行機かもしれない設計図を発見する。2人は渋るシノダを説得し、ライト三兄弟を名乗り、自分達だけのライトフライヤー号の制作に着手することに。果たしてライトフライヤーは完成するのか？

## 出演
- オリベ：久ヶ沢徹

ライト三兄弟長男。年齢設定は40代。下の名前は「ダイゴロウ」。倉庫をアビルの寝床兼ライトフライヤー製作所として提供する。大工で、たいていのものは木で作れると思っている(寝袋等の木で出来ないものは通販サイトで手に入れているらしい)。自身の測量技術には絶対の自信を持っているが、実際には「どんぶり勘定」。「頼人(たのもと)」という息子がいるが、教育方針をめぐって妻と対立。現在妻は息子を連れて別居、隣町でスナック「潜水艦」を営んでいる。中学生時代はダム部(川の流れをせき止めて川の形を変える部活）だった。
- シノダ：小林賢太郎

ライト三兄弟次男。年齢設定は30代。飛行機マニアでライト兄弟や航空力学にも詳しく、さらにヨットマニアでもあることが終盤で判明。飛行機が大好きだが、ポケモンジェットだけは許せない。飛行機に乗れるから、という理由で旅行代理店に就職した。最初は渋っていたライトフライヤー作りに参加したのにはある理由があった。
- アビル：オレンヂ[1]

ライト三兄弟三男。年齢設定は20代。自転車に乗って当てのない自分探しの旅をする青年。ビルの屋上で２人と出会う。旅の足として使っていた自転車には「チャリ彦」という名前がついている。物語は彼の視点で描かれる。

## 公演
- 神戸公演　2006年5月19日 - 5月21日　新神戸オリエンタル劇場
- 福岡公演　2006年5月24日 - 5月28日　西鉄ホール
- 東京公演　2006年5月31日 - 6月18日　本多劇場
- 札幌公演　2006年6月23日 - 6月25日　ファクトリーホール

### 追加公演
- 大阪公演　2007年9月22日 - 9月24日　シアターBRAVA!
- 広島公演　2007年9月27日 - 9月28日　アステールプラザ
- 名古屋公演　2007年10月2日 - 10月3日　中京大学文化市民会館
- 仙台公演　2007年10月10日 - 10月11日　仙台市民会館
- 新潟公演　2007年10月16日 - 10月17日　新潟市民芸術文化会館
- 北九州公演　2007年10月20日 - 10月21日　北九州芸術劇場中劇場
- 東京公演　2007年10月24日 - 11月4日　天王洲 銀河劇場